# Al-Burudż
Al-Burudż (arab. ‏البروج‎, al-burūğ, Konstelacje) – 85 Sura Koranu. Jest to Sura mekkańska. Składa się z 22 ajatów.

## Opis
Tematem tej sury jest zapowiedz kary, jaką Allah ześle na prześladujących wiernych muzułmanów (85:1-10), oraz porównuje ich los do nagrody, jaka czeka wszystkich, którzy nawrócili się na Islam i pełnili dobre uczynki (85:10). Wersety 12-18 są opisem sprawiedliwości, chwały, miłosierdzia i władzy Boga. Jako przykład służą tu kary zesłane na wojska Faraona i Temudejczyków. Ostatnie 3 ajaty są przestrogą przed znieważaniem Koranu.

## Nazwa
Nazwa Sury pochodzi od jej pierwszego wersetu, który jest przysięgą kary na prześladowców wiernych, złożoną na 12 gwiazdozbiorów zodiaku.
Przysięgam na nieba zdobne dwunastu znakami zwierzyńca. (85:1)

## Ważne wersety
- 85:9 Potwierdza nieograniczoną moc i wiedzę Boga.

On jest królem niebieskim i ziemskim nad wszystkimi swymi stworzeniami;
On widzi wszystkie wasze sprawy.

- 85:10 Zapowiedz kary na prześladujących muzułmanów.

Ci którzy palili wiernych Muzułmanów obojej płci i nie czyniąc pokuty nie powściągali się
nawet od grzechów: będą pogrążeni w płomieniach piekielnych.

- 85:11 Nagroda czekająca na wszystkich, którzy przyjęli Islam i postępują według jego nakazów.

Ci zaś którzy przyjęli wiarę, uwierzyli w jedność Boga, i do tego łączyli wartość dobrych uczynków,
mieszkać będą w rajskich ogrodach, ożywionych strumykami, w przybytku najwyższej szczęśliwości.